# Председнички избори у САД 1940.
Председнички избори у САД 1940. су били 39. амерички избори по редоследу, и догодили су се у уторак 5. новембра 1940. Избори су били под сенком Другог светског рата у Европи. САД у том тренутку нису учестовале у рату, већ су се опорављале од Велике депресије. У изборима је актуелни амерички председник Френклин Д. Рузвелт победио бизнисмена Вендела Вилкија, и освојио је трећи мандат, чинећи га првим америчким председником који га је освојио. У то време није било формалног ограничења на 2 мандата, већ из "обичајних разлога" сви дотадашњи председници нису конкурисали за трећи мандат, јер је први председник САД Џорџ Вашингтон био председник у 2 мандата, јер је сматрао да је то довољно. Јулисиз Грант је својевремено размишљао о трећем мандату, али га је тадашња јавност веома осуђивала због тога, па је по узору на то и сам Рузвелт првобитно одбио да конкурише за трећи мандат, али је због забринутости ситуацијом у Европи ипак одлучио да се кандидује.

## Главни кандидати
| Lp. | Слика | Име                 | Слика | Кандидат за потпредседника | Странка               |
| --- | ----- | ------------------- | ----- | -------------------------- | --------------------- |
| 1.  |       | Френклин Д. Рузвелт |       | Хенри Волас                | Демократска странка   |
| 2.  |       | Вендел Вилки        |       | Чарлс Л. Мекнери           | Републиканска странка |

## Резултати
| Кандидат            | Странка               | Гласови    | Гласови  | Изборници |
| Кандидат            | Странка               | Број       | Проценат | Изборници |
| ------------------- | --------------------- | ---------- | -------- | --------- |
| Френклин Д. Рузвелт | Демократска странка   | 27.313.945 | 54,74%   | 449       |
| Вендел Вилки        | Републиканска странка | 22.347.744 | 44,78%   | 82        |
| Норман Томас        | Социјалистичка        | 116.599    | 0,23%    | 0         |
| Остали кандидати    | Остали кандидати      | 123.825    | 0,25%    | 0         |
| Укупно              | Укупно                | 49.902.113 | 100%     | 531       |